# Yōsei Teikoku
Yōsei Teikoku (jap. 妖精帝國; eng. "Fairy Empire") – japoński pięcioosobowy zespół założony w 1997 roku, jest częścią Team Fairithm. Ich muzyka to połączenie electro, EBM, dark wave, muzyki poważnej, ethereal i ambientu z rockiem gotyckim jako gatunkiem dominujący w ich twórczości. Ich utwory można znaleźć w takich anime jak Mirai Nikki, Magical Pokan, Innocent Venus, Kurokami: The Animation, Seikon no Qwaser i soundtracku do gry Mai-HiME. Obecnym wydawcą grupy jest Lantis.

## Członkowie
- Yui Itsuki (jap. 伊月 ゆい Itsuki Yui) – wokal, chór, teksty.
- Takaha Tachibana (jap. 橘 尭葉 Tachibana Takaha) – instrumenty klawiszowe, gitara, aranżacje i teksty. W przeszłości związany z grupą Kukui.
- Nanami (jap. 名波 Nanami) – gitara basowa.
- Gight (jap. ガイト Gaito) – perkusja.
- Shiren (jap. 紫煉) – gitara elektryczna.

Do czasu wydania Baptize do grupy należeli tylko Yui i Takaha. Nanami i Relu dołączyli później. Jednakże Relu odszedł z zespołu; od wydania płyty Pax Vesania dołączył Gight razem z kolejną gitarą elektryczną.

## Dyskografia

### Albumy
- Atarashī Momo (jap. 新しい桃; en. New Peach) (1996)
- Momo no Hane (jap. 桃の羽; en. Peach Wings) (1997)
- Momo no Mori (jap. 桃の森; en. Peach Forest) (1998)
- Shikō no Momo (jap. 至高の桃; en. Supreme Peach) (1999)
- Stigma (2005)
- Gothic Lolita Propaganda (2007)
- Metanoia (2007)
- Irodori no Nai Sekai (jap. 彩の無い世界; en. A World Without Color) (2009)
- Gothic Lolita Doctrine (2009)
- Gothic Lolita Agitator (2010)
- Pax Vesania (2013)
- Hades: The Other World (2014)
- Shadow Corps[e] (2015)
- The Age of Villains (2020)

### Single
- Ashita wo Yurushite (jap. あしたを許して; en. Forgive Tomorrow) (2006)
- Senketsu no Chikai (jap. 鮮血の誓い; en. The Blood Oath) (2006)
- Noble Roar (2006)
- Valkyrja (2006)
- Shijun no Zankoku (jap. 至純の残酷; en. The Purest Cruelty) (2007)
- Schwarzer Sarg (2008)
- Hades: The bloody rage (2008)
- Weiß Flügel (2008)
- Gekkō no Chigiri (jap. 月光の契り; en. The Moonlight Pledge) (2009)
- one (2009)
- Baptize (2010)
- rebellion anthem (2010)
- Mischievous of Alice (2011)
- Kūsō Mesorogiwi (jap. 空想メソロギヰ) (2011)
- filament (2012)
- Kyūsei Argyros (2014)
- Hades: The End (2015)
- flamma idola (2017)

### Inne
- Promotional CD (2004)

rozdawane na jednym z ich koncertów. Zawiera krótkie, kolejno ułożone wersje:
Garden, Last moment, Torikago (トリカゴ), Haru he (春へ), Gekka Kyōsō (月下狂想), Deep sea i Moonlight magic
- soundtrack do gry My-HiME
- piosenka końcowa do gry Tsui no Yataka
- soundtrack do gry The Guided Fate Paradox
- Theme Deus Ex Machina w anime Mirai Nikki - EGOIST